# Кантен (мыс)
Кантен (фр. Cap Cantin) — далеко выступающий лесистый мыс на западном берегу Марокко, вдающийся в Атлантический океан к северу от города Сафи. Административно относится к провинции Сафи в области Марракеш — Сафи. Между мысами Кантен и Сафи расположен залив Кантен.
В перипле об экспедиции Ганнона и у Геродота (о путешествии Сатаспа) упоминается как Солоент (др.-греч. Σολόεις, лат. Soloeis).
В 1916 году на мысе построен маяк. Высота 19 м, в то время как фокусная высота равна 68 м. Даёт группу из двух белых вспышек каждые 10 секунд.